# LGA1567
LGA1567（別名：Socket LS）は、ランド・グリッド・アレイ (Land grid array) を採用したインテル製CPUソケットで、Socket 604の後継にあたる規格の1つである。

## 概要
ハイエンドサーバーセグメント用に使用されるCPUソケット。NehalemおよびWestmereに対応しており、ランド（陸＝平たい接点）の数は1567個。

## 採用製品
CPU
- Intel
  - Nehalem
    - Nehalem-EX

  - Westmere
    - Westmere-EX

チップセット
- Intel
  - 7500